# Tom Pettitt
Tom Pettitt (Beckenham, 19 de dezembro de 1859 - 17 de outubro de 1946) foi um real-tenista estadunidense, nascido britânico, foi um dos maiores nomes do Tênis real, campeão mundial de 1885 a 1890. 